# If I Ruled the World (Imagine That)
If I Ruled the World (Imagine That) è il primo singolo tratto da It Was Written, secondo album del rapper Nas.
Realizzato con la collaborazione di Lauryn Hill, cantante e rapper del gruppo The Fugees, il brano contiene campionamenti da Friends dei Whodini e cita l'idea di If I Ruled the World, brano del 1984 di Kurtis Blow. Il testo illustra infatti cosa avrebbe potuto fare Nas "se avesse comandato il mondo e tutto quello che c'è dentro". Il ritornello, cantato da Lauryn Hill, si rifà invece a Walk Right Up to the Sun dei The Delfonics.

## Video musicale
If I Ruled the World (Imagine That) è accompagnata da un video ad alto budget, il primo nella carriera di Nas, diretto dal noto regista di videoclip Hype Williams. Grazie al video il singolo raggiunge notevoli posizioni nelle classifiche di Billboard.

## Tracce

### Lato A
1. "If I Ruled The World" (Main Mix) (4:42)
2. "If I Ruled The World" (Instrumental) (4:34)

### Lato B
1. "If I Ruled The World" (Clean Mix) (4:42)
2. "If I Ruled The World" (A Cappella) (4:42)